# Póvoa de Lanhoso

A Póvoa de Lanhoso é uma vila portuguesa localizada na sub-região do Ave, pertencendo à região do Norte e ao distrito de Braga. 
É sede do Município de Póvoa de Lanhoso que tem uma área total de 134,65 km2, 21.787 habitantes em 2021 e uma densidade populacional de 162 habitantes por km2, subdividido em 22 freguesias. O município é limitado a norte pelo município de Amares, a leste por Vieira do Minho, a sul por Fafe e por Guimarães e a oeste por Braga.
O ponto mais elevado do município encontra-se no alto de São Mamede, a 743 metros de altitude, na freguesia de Frades.

## História
Estas terras são habitadas desde tempos imemoriais — pelo menos desde há três mil anos antes de Cristo. No acesso ao maior monólito de granito da Península Ibérica, no cimo do qual está situado o Castelo de Lanhoso, encontra-se um castro romanizado, que remonta à Idade do Cobre. O Castelo de Lanhoso tem um elevado valor histórico, sendo também o local onde as lendas dizem que D. Afonso Henriques prendeu a própria mãe, D.Teresa. O rei D. Dinis passou foral às Terras de Lanhoso em 25 de Setembro de 1292, e o foral foi renovado pelo rei D. Manuel I em 4 de Janeiro de 1514.
Na primavera de 1846 foi aqui que começou a revolução da Maria da Fonte. Partindo duma recusa em aceitar a nova lei de não enterrar os mortos dentro das igrejas, a sublevação conseguiu alastrar ao resto do país, mostrando o descontentamento do povo, e conseguindo provocar a mudança do governo.

### Cronologia
- 1292, 25 Setembro - D. Dinis concede foral à vila de Póvoa do Lanhoso
- 1514, 4 Janeiro - D. Manuel concede novo foral[5]

## Evolução da População do Município
(Número de habitantes que tinham a residência oficial neste município à data em que os censos  se realizaram.)

| Número de habitantes por Grupo Etário | Número de habitantes por Grupo Etário | Número de habitantes por Grupo Etário | Número de habitantes por Grupo Etário | Número de habitantes por Grupo Etário | Número de habitantes por Grupo Etário | Número de habitantes por Grupo Etário | Número de habitantes por Grupo Etário | Número de habitantes por Grupo Etário | Número de habitantes por Grupo Etário | Número de habitantes por Grupo Etário | Número de habitantes por Grupo Etário | Número de habitantes por Grupo Etário | Número de habitantes por Grupo Etário |
| ------------------------------------- | ------------------------------------- | ------------------------------------- | ------------------------------------- | ------------------------------------- | ------------------------------------- | ------------------------------------- | ------------------------------------- | ------------------------------------- | ------------------------------------- | ------------------------------------- | ------------------------------------- | ------------------------------------- | ------------------------------------- |
|                                       | 1900                                  | 1911                                  | 1920                                  | 1930                                  | 1940                                  | 1950                                  | 1960                                  | 1970                                  | 1981                                  | 1991                                  | 2001                                  | 2011                                  | 2021                                  |
| 0-14 Anos                             | 5762                                  | 6397                                  | 6075                                  | 6768                                  | 7436                                  | 7407                                  | 8355                                  | 7785                                  | 6736                                  | 5916                                  | 4478                                  | 3570                                  | 2659                                  |
| 15-24 Anos                            | 2755                                  | 3046                                  | 3245                                  | 3214                                  | 3387                                  | 3607                                  | 3314                                  | 3335                                  | 4177                                  | 3860                                  | 3960                                  | 2680                                  | 2511                                  |
| 25-64 Anos                            | 7297                                  | 7506                                  | 7312                                  | 7734                                  | 8302                                  | 8547                                  | 8705                                  | 7540                                  | 7744                                  | 8915                                  | 10975                                 | 11806                                 | 11729                                 |
| = ou > 65 Anos                        | 1074                                  | 1084                                  | 1025                                  | 1142                                  | 1291                                  | 1334                                  | 1659                                  | 1890                                  | 2435                                  | 2825                                  | 3359                                  | 3830                                  | 4876                                  |

(Obs: De 1900 a 1950 os dados referem-se à população presente no município à data em que eles se realizaram Daí que se registem algumas diferenças relativamente à designada população residente)

## Freguesias

Freguesias do município da Póvoa de Lanhoso.

O município de Póvoa de Lanhoso está dividido em 22 freguesias:
- Águas Santas e Moure
- Calvos e Frades
- Campos e Louredo
- Covelas
- Esperança e Brunhais
- Ferreiros
- Fonte Arcada e Oliveira
- Galegos
- Garfe
- Geraz do Minho
- Lanhoso
- Monsul
- Póvoa de Lanhoso
- Rendufinho
- Santo Emilião
- São João de Rei
- Serzedelo
- Sobradelo da Goma
- Taíde
- Travassos
- Verim, Friande e Ajude
- Vilela

## Política

### Eleições autárquicas[7]
| Data | %       | V       | %      | V      | %     | V     | %            | V            | %              | V   | %              | V  | %    | V  | %    | V  | Participação   |                |
| Data | PPD/PSD | PPD/PSD | CDS-PP | CDS-PP | PS    | PS    | FEPU/APU/CDU | FEPU/APU/CDU | GCE            | GCE | BE             | BE | CH   | CH | NC   | NC | Participação   |                |
| ---- | ------- | ------- | ------ | ------ | ----- | ----- | ------------ | ------------ | -------------- | --- | -------------- | -- | ---- | -- | ---- | -- | -------------- | -------------- |
| Data | 1976    | 37,40   | 3      | 32,72  | 3     | 15,93 | 1            | 6,04         | -              |     |                |    |      |    |      |    |                | 70,91 / 100,00 |
| 1979 | 62,05   | 5       |        |        | 22,34 | 2     | 10,86        | -            | 81,94 / 100,00 |     |                |    |      |    |      |    |                |                |
| 1982 | 48,82   | 4       | 22,37  | 2      | 20,71 | 1     | 4,02         | -            | 78,23 / 100,00 |     |                |    |      |    |      |    |                |                |
| 1985 | 51,81   | 4       | 14,16  | 1      | 27,47 | 2     | 2,93         | -            | 74,81 / 100,00 |     |                |    |      |    |      |    |                |                |
| 1989 | 29,33   | 2       | 33,48  | 3      | 32,69 | 2     | 1,66         | -            | 77,61 / 100,00 |     |                |    |      |    |      |    |                |                |
| 1993 | 45,22   | 3       |        |        | 50,68 | 4     | 1,33         | -            | 76,39 / 100,00 |     |                |    |      |    |      |    |                |                |
| 1997 | 44,86   | 3       | 0,85   | -      | 52,16 | 4     | 0,36         | -            | 75,47 / 100,00 |     |                |    |      |    |      |    |                |                |
| 2001 | 29,06   | 2       | 3,74   | -      | 63,06 | 5     | 2,30         | -            | 73,09 / 100,00 |     |                |    |      |    |      |    |                |                |
| 2005 | 52,42   | 4       | 1,24   | -      | 42,20 | 3     | 2,41         | -            | 72,58 / 100,00 |     |                |    |      |    |      |    |                |                |
| 2009 | 53,39   | 4       | 1,16   | -      | 43,24 | 3     | 0,83         | -            | 67,91 / 100,00 |     |                |    |      |    |      |    |                |                |
| 2013 | 51,05   | 4       | 4,23   | -      | 40,26 | 3     | 1,37         | -            | 62,90 / 100,00 |     |                |    |      |    |      |    |                |                |
| 2017 | 43,52   | 4       | (a)    | (a)    | 42,52 | 3     | 0,86         | -            | 10,58          | -   | 65,76 / 100,00 |    |      |    |      |    |                |                |
| 2021 | 46,30   | 3       | 1,25   | -      | 47,88 | 4     | 0,45         | -            |                |     | 0,58           | -  | 0,79 | -  | 0,21 | -  | 70,96 / 100,00 |                |

(a) O CDS-PP apoiou a lista independente "Movimento Alternativo Independente" nas eleições de 2017

### Eleições legislativas
| Ano  | %     | %     | %     | %    | %     | %     | %        | %     | %    | %     | %    | %   | %       | % | %  | %  |
| Ano  | PSD   | CDS   | PS    | PCP  | UDP   | AD    | APU/ CDU | FRS   | PRD  | PSN   | B.E. | PAN | PSD CDS | L | CH | IL |
| ---- | ----- | ----- | ----- | ---- | ----- | ----- | -------- | ----- | ---- | ----- | ---- | --- | ------- | - | -- | -- |
| 1976 | 39,36 | 24,39 | 22,46 | 2,03 | 0,79  |       |          |       |      |       |      |     |         |   |    |    |
| 1979 | AD    | AD    | 25,24 | APU  | 1,65  | 60,39 | 4,38     |       |      |       |      |     |         |   |    |    |
| 1980 | AD    | AD    | FRS   | APU  | 0,95  | 63,92 | 4,10     | 23,71 |      |       |      |     |         |   |    |    |
| 1983 | 37,77 | 16,87 | 34,78 | APU  | 0,49  |       | 3,42     |       |      |       |      |     |         |   |    |    |
| 1985 | 43,77 | 14,09 | 21,65 | APU  | 0,62  | 4,24  | 9,06     |       |      |       |      |     |         |   |    |    |
| 1987 | 60,76 | 6,79  | 20,61 | CDU  | 0,46  | 2,84  | 1,81     |       |      |       |      |     |         |   |    |    |
| 1991 | 64,52 | 5,56  | 23,61 | CDU  |       | 1,51  | 0,37     | 0,53  |      |       |      |     |         |   |    |    |
| 1995 | 47,73 | 9,39  | 38,17 | CDU  | 0,38  | 1,27  |          | 0,31  |      |       |      |     |         |   |    |    |
| 1999 | 42,08 | 7,29  | 45,11 | CDU  |       | 1,80  | 0,51     | 0,52  |      |       |      |     |         |   |    |    |
| 2002 | 50,38 | 8,36  | 36,04 | CDU  | 1,69  |       | 0,80     |       |      |       |      |     |         |   |    |    |
| 2005 | 38,35 | 7,47  | 45,72 | CDU  | 2,11  | 2,15  |          |       |      |       |      |     |         |   |    |    |
| 2009 | 37,53 | 8,25  | 42,66 | CDU  | 2,14  | 4,87  |          |       |      |       |      |     |         |   |    |    |
| 2011 | 46,97 | 10,31 | 31,37 | CDU  | 2,69  | 2,36  | 0,47     |       |      |       |      |     |         |   |    |    |
| 2015 | CDS   | PSD   | 31,45 | CDU  | 2,87  | 5,90  | 0,84     | 51,17 | 0,24 |       |      |     |         |   |    |    |
| 2019 | 39,24 | 3,99  | 38,85 | CDU  | 2,06  | 5,99  | 1,76     |       | 0,35 | 0,62  | 0,35 |     |         |   |    |    |
| 2022 | 35,44 | 1,28  | 48,62 | CDU  | 1,24  | 1,94  | 0,55     | 0,48  | 5,21 | 2,40  |      |     |         |   |    |    |
| 2024 | AD    | AD    | 33,00 | CDU  | 34,15 | 0,75  | 2,41     | 1,07  | 1,37 | 16,76 | 4,09 |     |         |   |    |    |

## Património
- Castelo de Lanhoso
- Ponte de Mem Gutierres
- Mosteiro de Fonte Arcada
- Museu do Ouro
- *Villa Beatriz, incluindo a casa e jardins
- Casa da Botica

## Figuras históricas
- Fáfila Lucides, alferes do conde D. Henrique de Borgonha e 4.º Senhor de Lanhoso.
- João Rodrigues de Macedo, (Campos, concelho de Póvoa de Lanhoso, 4 de março de 1739,  - São Gonçalo do Sapucaí, 6 de outubro de 1807) foi um importante comerciante, banqueiro e contratador na Capitania de Minas Gerais.
- Francisco José Ribeiro de Vieira e Brito (Póvoa de Lanhoso, Sobradelo, Rendufinho, 6 de Junho de 1850 – Póvoa de Lanhoso, Sobradelo, Rendufinho, 12 de Julho de 1935) foi o 30.º bispo da Diocese de Angra, nos Açores, e depois o 74.º bispo de Lamego.

## Gastronomia
Na gastronomia local de Póvoa de Lanhoso destaca-se o cabrito à S. José, o Senhor Bacalhau, o Bife à Romaria, a Massa à Lavrador e as Papas de Sarrabulho e Rojões.

## Geminações
A vila de Póvoa de Lanhoso é geminada com a seguinte localidade:
- Neuves-Maisons, Grande Leste (Meurthe-et-Moselle), França